# Торговый автомат
Торго́вый автома́т (сокр. Торгомат) — устройство, осуществляющее мелкорозничную торговлю товарами и услугами, оплата и выдача которых реализуются с помощью технических приспособлений, не требующих непосредственного участия продавца.
Торговый автомат состоит из отсека для хранения товара (или компонентов товара), устройства приёма оплаты и устройства выдачи. Приём оплаты может осуществляться с помощью монето-, купюро- и картоприёмников, а также с помощью SMS или через интернет. В некоторых автоматах товар изготавливается из компонентов непосредственно в устройстве выдачи. Есть и торговые автоматы «обратного действия», то есть выкупающие бутылки и банки за наличные.

## История
- I век н. э. — впервые описание автоматических устройств для продажи «священной» воды и воды для омовения рук в храмах встречается у Герона Александрийского в его «Пневматике».
- Начало XVII века — в Англии появились устройства для продажи табака порциями.
- 1851 — на Всемирной промышленной выставке в Лондоне демонстрировались устройства, продающие напитки.
- 1886 — в США выданы первые патенты на торговые автоматы (продавали жевательную резинку).
- 1887 — в Великобритании была создана первая торговая фирма по продаже товаров через торговые автоматы.
- 1888 — Томас Адамс установил автомат по продаже жевательной резинки «Тутти-Фрутти» в США.
- 1890 — Эдисон установил монетоприёмник на фонограф, создав первый в мире музыкальный автомат. Примерно в это же время появились залы, оснащённые кинетоскопами, автоматически запускающимися монетой[1].

Большинство автоматов были рассчитаны на самые мелкие монетки — 1, 5 и очень редко на 25 центов. Купить их содержимое мог позволить себе даже ребёнок — ведь в большинстве случаев именно на детей и были рассчитаны эти автоматы.
Успех таких автоматов у продавцов обуславливала простота обслуживания: с самого своего появления автоматы не требовали электричества, постоянного обслуживающего персонала и были полностью механическими. Для покупателей же автоматы с самого начала представляли интерес своим вкусным содержимым и «элементом игры».

## Торговые и неторговые автоматы
Торговые автоматы отличаются от автоматов, предоставляющих различные формы услуг (телефонов-автоматов, игровых машин, монетодавилок и т. д.), продажей конкретного товара. Хотя строгой классификации некоторые формы автоматов не поддаются. Например, платный автомат, предназначенный для закачивания воздуха в шины или автомат типа «кран-машина», выдающий плюшевые игрушки, могут в той же мере считаться торговыми автоматами, что и автомат по продаже газированной воды без сиропа. С другой стороны, автоматическая бензоколонка с устройством для принятия кредитной карты, как правило, не считается торговым автоматом, поскольку предположительно управляющий бензоколонки может принять и наличные. Закон Украины определяет торговый автомат более широко: автомат по продаже товаров (услуг) — это «регистратор расчётных операций, который в автоматическом режиме осуществляет выдачу (предоставление) за наличные денежные средства или с применением платежных карточек, жетонов и т. п. товаров (услуг) и обеспечивает соответствующий учёт их количества и стоимости». Под это определение «торгового автомата» также попадают электронные контрольно-кассовые аппараты.

## Условия популярности торговых автоматов
Успех вендинговой индустрии при рыночных отношениях зависит от определённых условий. Таковыми являются:
1) достаточно высокооплачиваемый труд продавцов в конкретной стране (например, в Японии или в США);
2) наличие значительного количества пешеходов с наличными деньгами при отсутствии высокого уровня преступности (в противном случае торговые автоматы будут приманкой для хулиганов и воров);
3) распространённость традиционного метода отоваривания — по пути домой (в отличие от популярной в США поездки в супермаркет раз в неделю);
4) наличие в хождении монет достаточной покупательной способности, без которых пользование торговыми автоматами будет неудобно (так как устройства по приему бумажных купюр зачастую ненадёжны);
5) приемлемый уровень госконтроля за продажами определённых продуктов, продаваемых в торговых автоматах (в частности, табачных и алкогольных продуктов; например, в США в последние годы практически исчезли автоматы, продающие сигареты, в то время как в Германии, наоборот, можно встретить значительное количество автоматов по продаже пива. Поэтому неудивительно, что Япония, где существует атмосфера, благоприятная для развития вендинговой индустрии, находится далеко впереди всего мира по уровню развития этой индустрии, тогда как в некоторых странах — бывших республиках СССР торговые автоматы зачастую сохранились лишь в виде музейных экспонатов). Например, на Украине в связи с правилами о госконтроле за деятельностью ТА разрешено использование лишь нескольких типов ТА, применяемых при:
- оформлении проездных/перевозочных документов на поездах пригородного сообщения;
- предоставлении услуг автоматических камер хранения;
- контроле прохода пассажиров в метрополитене.

В начале XXI века в Японии работают несколько миллионов торговых автоматов — в среднем один автомат приходится на 23 японца.
В США большинство торговых автоматов установлено на промышленных предприятиях, в офисах, в учебных заведениях, где они выполняют роль буфетов, и лишь 12 % размещено в публичных местах. В США в связи с эпидемией диетических расстройств (ожирения) среди детей возникло движение за вынос торговых автоматов, продающих сладости, чипсы и прочие «нездоровые» продукты, из средних школ и замену их программами здорового (сбалансированного) питания.
В Великобритании используются две монеты в форме семиугольника, образующего кривую постоянной ширины: 50 пенсов и 20 пенсов. Необычная форма монет была разработана в 1967—1968 годах в том числе для того, чтобы монеты плавно проходили в автоматы.

## История торговых автоматов в России
В 1898 году известной петербургской кондитерской фирмой «Жорж Борман» был установлен автоматический аппарат по продаже плиток шоколада. Автомат проработал недолго, а планы по расстановке серии автоматов по Петербургу не были воплощены в жизнь.
В 1962 году в Москве был открыт магазин автоматизированной торговли «Прогресс», который оснащался торговыми автоматами, объединёнными в единой системе управления.
В начале 1900-х годов в Петербурге открылся ресторан «Квисисана» с механическим буфетом-автоматом, вскоре свои «Квисисаны» появились в Москве, Одессе и других городах.
Серийное производство первых торговых (вендинговых) автоматов в Советском Союзе началось в 1956 году.
Развитие торговых автоматов в конце 1950-х годов получило импульс после знаменитой поездки Никиты Сергеевича Хрущёва в Соединённые Штаты. В Москве было установлено несколько тысяч автоматов по продаже газированной воды. На всех станциях Московского метрополитена стояли автоматы по продаже жетонов для проезда, а на большинстве вокзалов — автоматы по продаже билетов. В крупных городах (Ленинград, Москва, Нижний Новгород и др.) были популярны автоматы по продаже газет.
В конце 1960-х годов в Москве открылся первый опытный магазин «Автоматторг». Торговое заведение без продавцов появилось напротив Театра имени Ленинского комсомола. Автоматы продавали молочные продукты (молоко, кефир, ряженку, плавленые сырки, сыр и масло в мелкой расфасовке и др.), бутерброды с сыром и варёной колбасой. Предприятие «Автоматторг» выпускало 12 видов всевозможных автоматов, которые поставлялись во все крупные города Советского Союза. Тем не менее отрасль не получила значимого развития, магазин «Автоматторг» со временем был закрыт. Однако до самого конца существования СССР сохранялась популярность автоматов по продаже газированной и негазированной воды, подсолнечного масла в розлив, газетных автоматов и др.
После 1991 года в связи с ростом инфляции вендинговая индустрия практически сошла на нет. Иногда существовала практика использования торговых автоматов без монетоприёмников, когда оплату принимал человек, а автомат использовался лишь как устройство для выдачи товара. Реже для получения товара в автомате нужно было предварительно купить жетон.
В России XXI столетия вновь наблюдается рост популярности торговых автоматов. Широко распространены автоматы, продающие напитки, жевательную резинку, разнообразные штучные товары, молоко, автоматы моментальных фотоснимков и прочие.

## Виды торговых автоматов
По устройству торговые автоматы можно разделить на механические и электронно-механические. Механический торговый автомат не требует подключения к сети электропитания. Такой автомат обычно имеет простую конструкцию, принимает монеты только одного достоинства и продаёт только один вид товара. Механические торговые автоматы не имеют устройств учёта выручки, не могут принимать купюры, не могут отличить настоящую монету от поддельной, или от предмета, похожего на монету. Однако, в отличие от электронно-механического, такой автомат обычно надёжнее и проще в обслуживании.

### Типы механизмов выдачи товаров, используемых в вендинговых автоматах
Выдача товаров в вендинговых автоматов бывает трёх типов:
1) обойменная;
2) спиральная;
3) конвейерная.
 Автоматы с обойменной выдачей товара, принцип работы
Товары уложены в стек один на другой. Внизу стека (обоймы) установлена шторка, которая открывается для выдачи товара, выпадающего под собственным весом. Чтобы в момент выдачи товара выпадала только одна единица, выпадаемый товар придерживается демпфером (выдвигающейся сбоку пластиной). Для уменьшения давления на этот товар вышележащими товарами в середине стека установлен второй демпфер, придерживающий все остальные товары.
Автоматы со спиральной выдачей товара
Автомат такого типа имеет полки, разбитые на секции. В центре каждой секции от начала до конца расположена спираль, прикрепленная к электроприводу. При получении денег покупатель вводит номер секции, электропривод вращает спираль. Товары, расположенные между витками спирали, проталкиваются вперед. За один оборот спирали выпадает один товар в секцию выдачи товара. Выдачу одного товара контролируют оптические датчики, расположенные напротив каждой полки.
Автоматы с конвейерной выдачей товара
Как и автоматы спирального типа, данный вид торгового автомата разделён на полки и секции. Но в середине каждой секции вместо пружины установлена транспортёрная (конвейерная) лента. Конвейерная лента разделена на ячейки пластинами высотой до 10 мм. Между пластинами уложен товар. Как правило, такие автоматы оборудованы дополнительной полкой с транспортёрной лентой, перемещающейся вверх-вниз между полками. Товар уже не падает вниз окна выдачи товара, а аккуратно укладывается на эту полку приема товара. Она перемещает его в окно выдачи товара. Таким образом, возможности такого аппарата расширяются для продажи нестандартных малогабаритных и хрупких товаров.
В 2020—2021 годах появились торговые автоматы с сенсорным экраном.
- Примеры
- Автомат по продаже почтовых марок «Дойче пост» (Германия)
- Торговый автомат для продажи презервативов
- Торговый автомат для продажи сигарет
- Торговый автомат для продажи газет
- Торговый автомат по продаже велосипедных камер в Берлине, Германия
- Торговый автомат для продажи пива марки Sapporo в Хоккайдо (в Японии)
- Торговый автомат для продажи риса
- Торговый автомат для продажи молока
- Торговый автомат по продаже велосипедных камер в Бад-Берлебурге, Германия
- Торговый автомат для продажи сексуальных игрушек
- Два автомата для продажи железнодорожных билетов (слева — для поездов местного сообщения, справа — дальнего), Германия
- Книжный автомат в аэропорту Гатвик, Лондон
- Торговый автомат с витриной

### Автомат по продаже газированной воды
Во время существования СССР большой популярностью пользовались автоматы по продаже газированной воды, принимавшие монеты по 1 и 3 копейки. Такой автомат готовил газированную воду из очищенной воды, углекислого газа и сиропа. Обычно в таком автомате стоял стеклянный гранёный стакан и присутствовало устройство для его мойки. Современные автоматы выдают одноразовые пластиковые стаканчики и оснащены купюроприёмником.

### Кофейный автомат
Автоматы по продаже кофе и других горячих напитков часто устанавливаются в офисных центрах, транспортных узлах, различных учреждениях, магазинах и поликлиниках. Такой автомат обычно может готовить кофе нескольких сортов, чай, какао и бульон из растворимых концентратов. Продукт выдаётся в одноразовые пластиковые или бумажные стаканы.

### Пиццемат
Пиццемат — автомат по продаже пиццы. Пицца хранится в охлаждённом виде, при температуре +6 °C, в специальной упаковке. Перед выдачей она освобождается от упаковки и выпекается в печи при температуре +300 °C.

### Автоматы по продаже штучных товаров
Некоторые товары могут продаваться в заводской упаковке с помощью универсальных автоматов. В них имеется большая витрина, товары располагаются рядами в отдельных ячейках, где указана цена. В этом случае один автомат используется для реализации широкого ассортимента товаров, чаще всего еды и напитков. Через витрину покупатель выбирает товар, контролируя его наличие в соответствующей ячейке, затем оплаченный товар подаётся с помощью специального механизма (обычно — несложного конвейера) в отсек выдачи.
Существуют автоматы, предлагающие только один вид товара, — в этом случае стеклянная витрина отсутствует, а автомат должен контролировать наличие товара. Также есть более простая разновидность автоматов, которые могут торговать жевательной резинкой, конфетами, бахилами (в капсулах), игрушками и подобными товарами либо небольших размеров, либо имеющими форму, подходящую для соответствующей модели автомата. Такой товар складывается навалом или стопкой в специальную ёмкость, а извлекается по одному с помощью простого механизма.

### Автоматы для продажи полисов страхования жизни
В США автоматы использовались в аэропортах с 1950-х годов до 1970-х годов для продажи полисов по страхованию жизни на случай гибели застрахованного во время авиакатастрофы. Такие страховки была весьма прибыльны для страховых компаний, поскольку риск смерти пассажира был (и остаётся) очень низким, однако эта практика постепенно сошла на нет из-за практики американских судов толковать условия страхования в невыгодную для продавцов сторону: в том редком случае, когда пассажир действительно разбивался, страховая компания не имела возможности отказать в выплате на основании нарушений пассажиром условий страхования, изложенных в полисе (например, при пересадке пассажира на другой самолёт из-за задержки полета и иных подобных мелких нарушений), на что страховщики рассчитывали. Позиция судов обосновывалась тем, что не было очевидно, что покупатель полностью ознакомился с условиями полиса перед его покупкой за два с половиной доллара.

### Торговые автоматы «обратного действия»
Растущее количество отходов, которые не перерабатываются, является движущей силой мирового рынка торговых автоматов «обратного действия». Ожидается, что необработанные отходы, которые добавляются на свалки, заставят страны в ближайшем будущем установить обратные торговые автоматы. Эти машины упрощают процесс ручной переработки с помощью автоматизированных систем, предназначенных для сбора и сортировки предметов и выдачи наличных. Планируется, что эффективное развертывание торговых автоматов обратного действия позволит уменьшить выбросы парниковых газов и сократить использование первичных материалов. Предполагается, что все эти факторы будут продвигать мировой рынок торговых автоматов обратного действия
QY Research заявляет, что рынок обрaтных торговых автоматов стоил 343,6 млн долл. США в 2018 г. и, как ожидается, к концу 2025 г. составит 685,1 млн долл. США. В период с 2018 по 2025 год рост составит 10,36 %.

Первый патент на «Машину для возврата и обработки бутылок» был подан в США в 1920 году. Первая рабочая машина для оборота тары была изобретена и изготовлена в Швеции и начала использоваться в конце 1950-х годов.
В 1962 году усовершенствованная автоматическая машина для возвращения бутылок была разработана и изготовлена в Норвегии компанией «Arthur Tveitan AS».
Первый комбинированный автомат был изобретен в 1994 году и до сих пор работает в Детройте, штат Мичиган , США.
Принцип работы: пользователь размещает пустую бутылку или банку в таропр. Система горизонтальной подачи позволяет пользователю вставлять контейнеры по одному. Альтернативная система, характерная для старых моделей устройств, в которой пользователь открывает двери вручную, и размещает пустой контейнер специальной емкости. Когда двери закрываются, осуществляется дальнейший процесс утилизации. После этого бутылка или банка автоматически вращается, сканируется и отправляется в бункер по типу, определённому машиной.
После сканирования контейнер идентифицируется (совпадает с базой данных) и определяется как участник базы, обрабатывается и, как правило, измельчается (для одноразовых контейнеров), чтобы уменьшить его размер, чтобы предотвратить утечку жидкости и увеличить объёмы хранения. Многократные контейнеры собираются и сортируются вручную, чтобы их вернуть в повторное использование. Также устройства могут использовать распознавание материала вместо сканера штрих-кода.
Mолодая компания ecoATM разработала инновационный подход к устранению eWaste с помощью своего прототипа «киоска ecoATM», по сути, обратного торгового автомата для старых мобильных телефонов.
Система ecoATM предназначена для идентификации и оценки использованных сотовых телефонов путем их визуальной и цифровой проверки. Компания разработала сложные компьютерные алгоритмы, способные визуально отличать телефон от тысяч других моделей и проверять его на наличие дефектов и повреждений. По словам первичного изобретателя и владельца Марка Боулза и генерального директора Тома Тулли, аппарат «обучен» очень быстро визуально идентифицировать существующие модели телефонов — он может идентифицировать телефон и оценить его состояние за считанные секунды. Затем ecoATM определяет стоимость устройства, после чего клиент может получить наличные деньги, как только он кинет телефон в соседнюю корзину.

## Мировой рынок продаж через торгоматы
В 2001 году объём продаж через автоматы в США составил 24,34 млрд долларов (в 1992 — $17,4 млрд). Более 35 % торговых автоматов в США установлено на промышленных предприятиях, 27 % — в офисах, 9 % — в учебных заведениях, примерно по 5 % приходится на отели, рестораны и больницы, 12 % размещено в публичных местах. По данным Министерства труда США, один торговый автомат каждый час приносит своему владельцу в среднем 70,58 долларов. Лидерами продаж, по данным на 2001 год, являются прохладительные напитки (28,2 % — 6,86 млрд долларов) и конфеты (24,9 % — 6 млрд долларов).
В Европе, по данным EVA (European Vending Association), установлено 4,5 млн торговых автоматов. Ежегодно через них продается товаров на 20 млрд долларов. По мнению аналитиков, этот показатель увеличивается на 5-10 % в год. Среди европейцев больше всех торговыми автоматами пользуются немцы. В Германии более 2 млн таких машин. В Великобритании — около 500 тысяч. Летом 2002 года в Манчестере открылся первый в стране автоматический супермаркет, в котором представлено 150 наименований товаров.
В Японии автоматы играют чуть ли не главную роль в сфере продаж. Количество таких машин в стране — 5,6 млн (1 автомат на 23 жителя). Самыми распространёнными являются автоматы по продаже напитков (более 2,6 млн.). Объём рынка — около $60 млрд (самый большой в мире).
По всему миру установлены и работают около 20 млн различных торговых автоматов. При этом в России на 100 тыс. человек приходится один продовольственный торговый автомат, тогда как в Европе — на 120 человек, в США — на 20 человек.